# 诺略
诺略（法語：Nollieux，法語發音：[nɔljø]）是法国卢瓦尔省的一个市镇，位于该省中西部，属于罗阿讷区。

## 地理
诺略（45°48'59"N, 3°59'49"E）面积6.95 平方千米，位于法国奥弗涅-罗讷-阿尔卑斯大区卢瓦尔省，该省份为法国中南部省份，北起顺时针与索恩-卢瓦尔省、罗讷省、伊泽尔省、阿尔代什省、上盧瓦爾省、多姆山省和阿列省接壤。
与诺略接壤的市镇（或旧市镇、城区）包括：圣马丹拉索沃泰、比西-阿尔比约、瑟宰、圣日耳曼拉瓦勒。

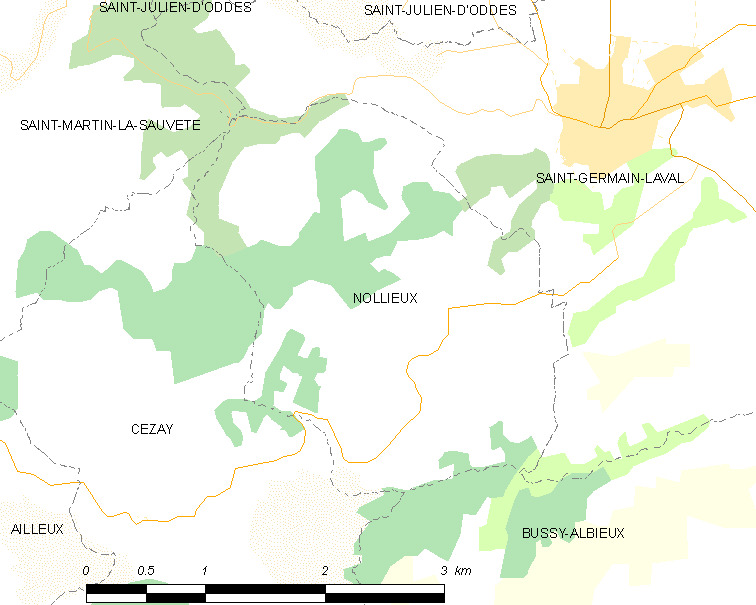
诺略的OSM定位图

诺略的时区为UTC+01:00、UTC+02:00（夏令时）。

## 行政
诺略的邮政编码为42260，INSEE市镇编码为42160。

## 政治
诺略所属的省级选区为利尼翁河畔博安县。

## 人口

1962-2008年间诺略人口变化图示

诺略于2022年1月1日时的人口数量为187人。